# Thallichtenberg
Thallichtenberg település Németországban, Rajna-vidék-Pfalz tartományban. Lakosainak száma 535 fő (2023. december 31.).

## Népesség
A település népességének változása:
| Lakosok száma | 585  | 543  | 542  | 530  | 546  | 535  |
|               | 1975 | 2017 | 2019 | 2021 | 2022 | 2023 |